# Glavna cesta 5
Die Glavna cesta 5 (slowenisch für Hauptstraße 5) ist eine Hauptstraße erster Klasse in Slowenien.

## Verlauf
Die Straße führt von der Anschlussstelle Žalec (Ende der Glavna cesta 4) der Autobahn Avtocesta A1 über die Einmündung der Regionalstraße 447 entlang der Savinja (Sann) nach Celje (deutsch: Cilli) und weiter am rechten Ufer der Savinja nach Zidani Most (deutsch: Steinbrück), wo die Glavna cesta 108 auf sie trifft. Sie Straße überquert die Savinja unmittelbar vor deren Einmündung in die Save und folgt der Save flussabwärts nach Krško (deutsch: Gurkfeld). Von dort verläuft sie weiter bis zur Anschlussstelle 31 an der Autobahn Avtocesta A2 (Europastraße 70).
Die Länge der Straße beträgt 70,6 km.

## Geschichte
Vor 1998 trug die Straße die aus jugoslawischer Zeit übernommene Nummer M10.3.